# Ornamental Farm
Die Ornamental Farm oder auch ornamented farm, seltener rural farm, (alle Formen sowohl in Groß- als auch Kleinschreibung möglich, eng., dt. schöner Bauernhof, auch frz. ferme ornée) ist ein Begriff aus der Gartenbaukunst. Er bezeichnet die Strömung, die landwirtschaftlich genutzten Bereiche eines Anwesens ästhetisch mit den nur dekorativ genutzten Gartenbereichen zu einer Einheit zu verbinden. Die theoretischen Grundlagen beschrieb erstmals der englische Landschaftsarchitekt Stephen Switzer in einem seiner Werke um 1715.
Die Idee, die verlangte, die vorhandenen landwirtschaftlichen Bereiche als Teil des gesamten Gartens zu behandeln, verband sich mit Rousseaus Vorstellung eines Lebens näher an der Natur zu einer pastoralen Idylle, in der das Leben auf dem Land romantisch verklärt betrachtet wurde. Aus der wirtschaftlich genutzten ornamental farm entwickelte sich zur Mitte des 18. Jahrhunderts so das Hameau (franz., dt. Weiler, Dörfchen) als künstlicher Organismus innerhalb eines Gartenbereichs, in dem bewusst schlicht gestaltete Bauernhäuser, Molkereien, Mühlen, Nutzgärten und Vieh oft nur noch als romantische Staffage dienten und die Rolle eines Folly einnahmen.

## Beispiele

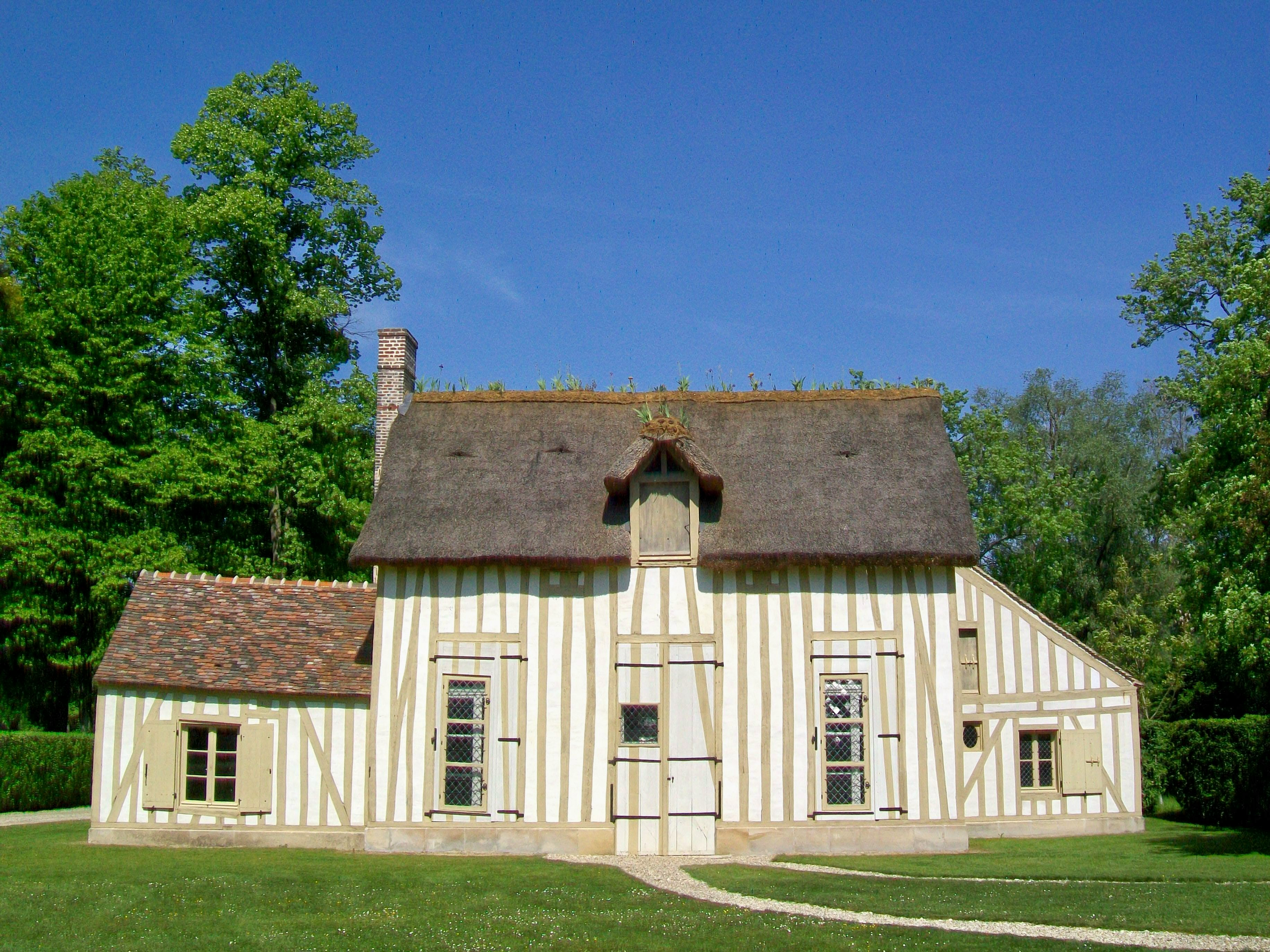
Bauernhaus im Hameau von Schloss Chantilly
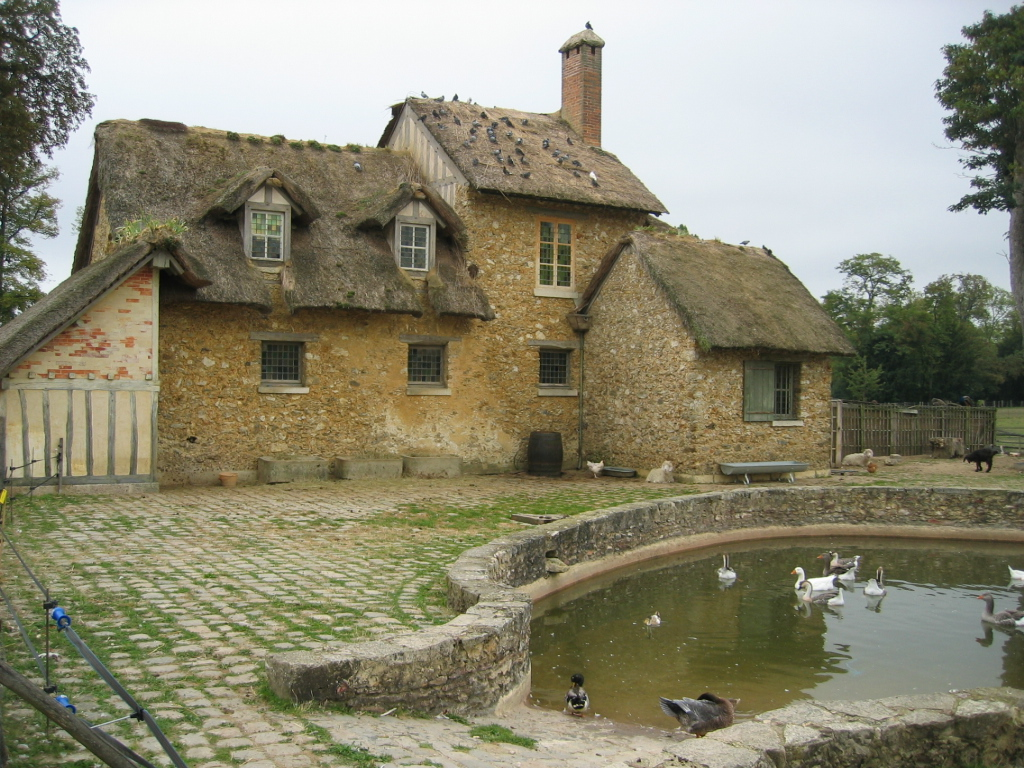
Bauernhaus im Hameau der Königin in Versailles
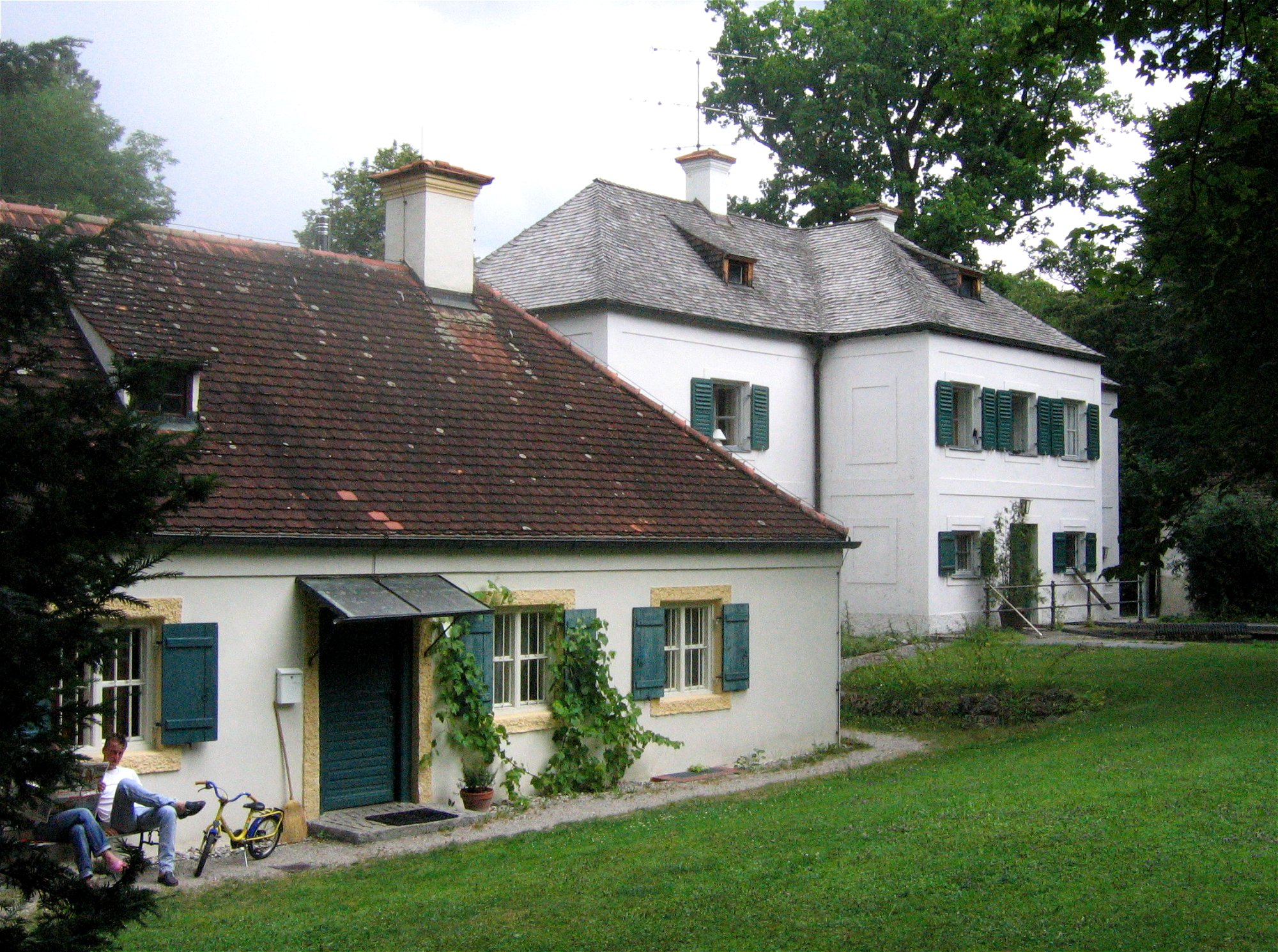
Das Dörfchen im Schlosspark Nymphenburg
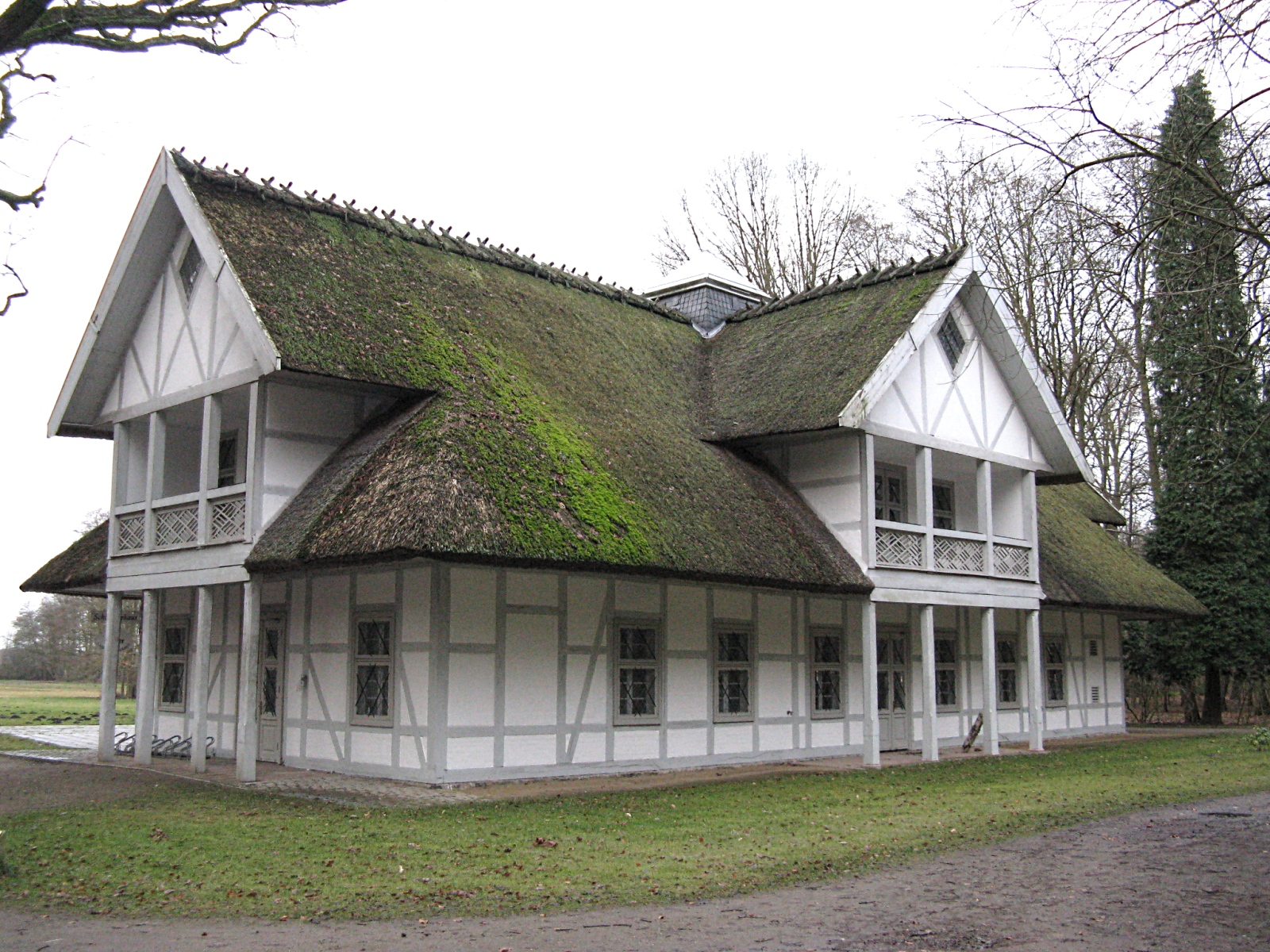
Das Schweizerhaus von Schloss Ludwigslust
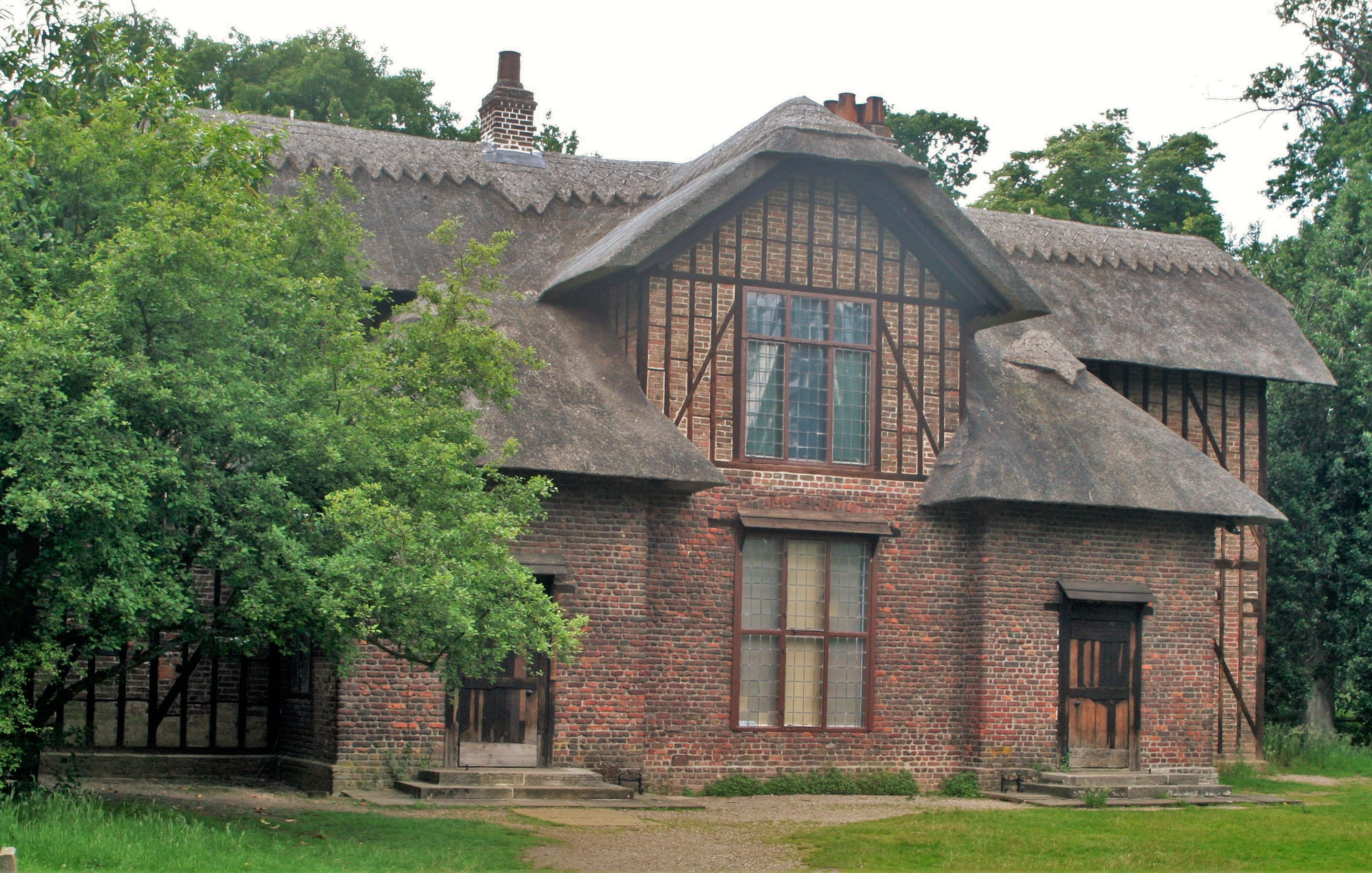
Queen Charlottes Cottage in Kew Gardens
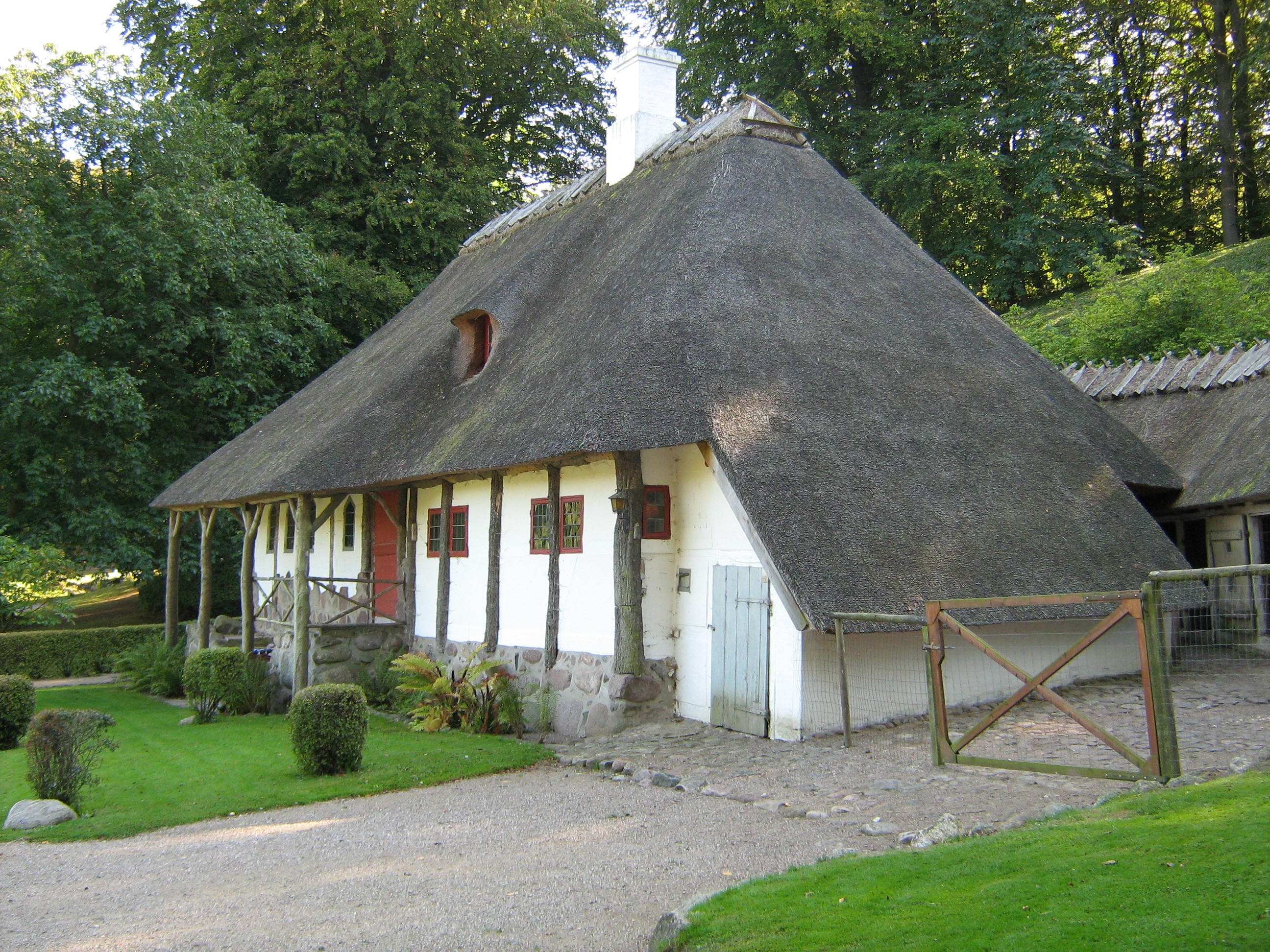
Schweizerhütte am Schloss Liselund